# Marc i Marcel·lià
Marc i Marcel·lià haurien estat dos germans màrtirs originaris de Roma, que haurien patit martiri l'any 304 durant la persecució de Dioclecià, venerats com a sants per l'Església Catòlica, i que apareixen en el relat hagiogràfic de sant Sebastià. Malgrat que no se'n sap gairebé res, aquests sants són considerats més històrics que altres que apareixen en el relat de sant Sebastià. Suposadament fills de Tranquil·lí i Màrcia, uns personatges probablement literaris, per tant, més dubtosos que els propis Marc i Marcel·lià. Tradicionalment, se'ls presenta com a dos germans confrontats per sant Sebastià en el seu martiri, que, de fet, són convertits al cristianisme per ell, juntament amb molts altres. Poc abans del seu martiri haurien estat nomenats diaques pel papa Gai. Van ser enterrats a la via Labicana. La seva festivitat es commemora el 18 de juny.
Són venerats a la ciutat de Badajoz des de 1699, de fet, són patrons secundaris de l'arxidiòcesi de Mèrida-Badajoz. Això és en acció de gràcies a la salvació de la ciutat d'un incendi en un magatzem de pólvora al segle xvii, va fer que fossin coneguts amb el nom de Santos del almacén.